# Dobsonia anderseni
Dobsonia anderseni is een vleermuis uit het geslacht Dobsonia die voorkomt op de Bismarck-archipel van Papoea-Nieuw-Guinea. Deze soort wordt vaak tot D. moluccensis of D. pannietensis gerekend. De soort is gevonden op de eilanden Bagabag, Boang, Dyaul, Emirau, Karkar, Lihir, Manus, Mussau, Nieuw-Brittannië, Nieuw-Ierland, Sakar, Tabar, Tolokiwa en Umboi, waar hij algemeen voorkomt. De soort roest in grotten en tunnels. Het is een vrij grote Dobsonia die te herkennen is aan zijn witte klauwen en aan de afwezigheid van groenachtige vacht. Tijdens het vliegen maakt hij een "pok-pok-pok"-geluid.